# Găgești (okręg Vrancea)
Găgești – wieś w Rumunii, w okręgu Vrancea, w gminie Bolotești. W 2011 roku liczyła 1210
mieszkańców.